# 센뉴지
센뉴지(일본어: 泉涌寺 せんにゅうじ[*])는 교토부 교토시 히가시야마구 센뉴지 야마우치초에 있는 진언종 센뉴지파의 총본산 사찰이다. 산호는 토잔 (東山) 또는 센잔 (泉山)이다. 본존은 석가여래, 아미타여래, 미륵여래의 3세불이다. 황실의 보리사 (향실향화원)로서, 미테라(御寺)라고 불리고 있다. 양귀비관음당 (본존양귀비관음)은 낙양삼십삼소관음영장 제20번 후다쇼이다.
헤이안 시대에 홍법대사 쿠카이가 초창했다고 전해지지만, 실질적인 개산은 가마쿠라 시대의 월륜대사 슌죠로, 천태, 동밀, 선, 정토의 4종 겸학 도량으로 재흥했다. 히가시야마의 일봉인 월륜산 기슭에 펼쳐진 사역 내에는 가마쿠라 시대의 고호리카와 천황, 시조 천황 및 에도 시대의 고미즈노오 천황에서 고메이 천황에 이르는 천황릉이 있으며, 레이메이덴에는 역대 천황과 황후, 황족의 존패 (위패)가 봉안되어 있다.

## 역사

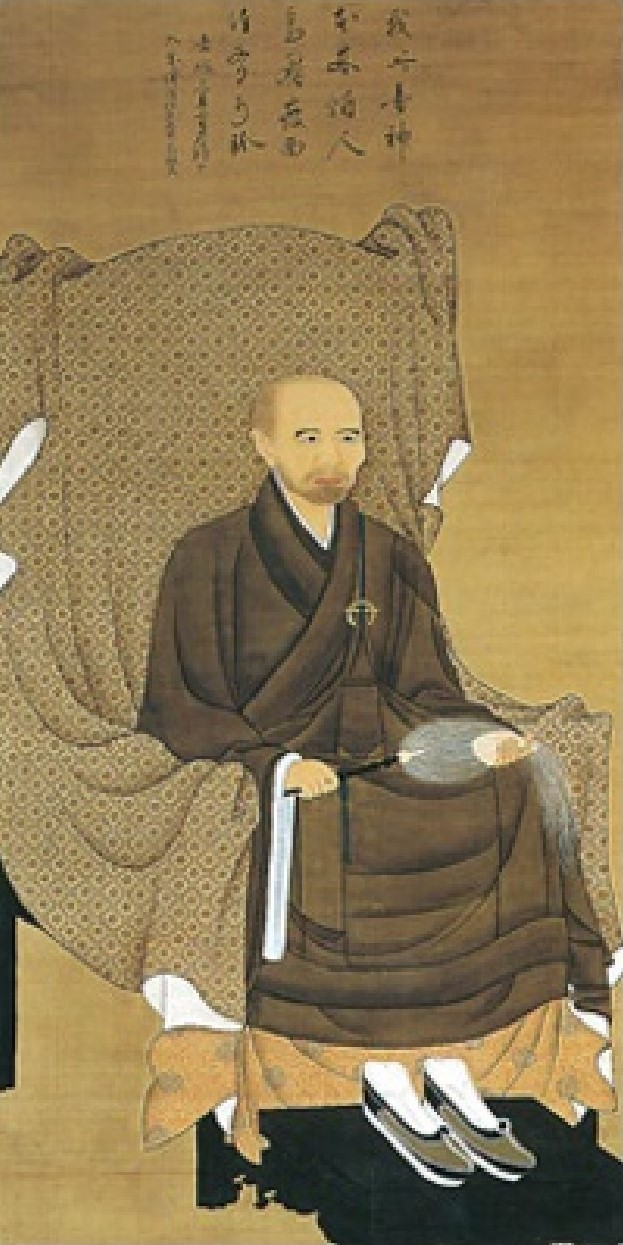
월륜대사 슌조

닌나지, 다이카쿠지 등과 함께 황실 관련 차살로 알려져있지만, 초창기 및 사정에 대해서는 그다지 명확하지 않다. 전승에 의하면 사이코 3년 (856년), 후지와라시키가의 흐름을 잇는 좌대신 후지와라노 오츠구가 자신의 산장에 신수상인을 카이산으로 초창하였다. 처음에는 호린지라 칭하다가 나중에 센뉴지(仙遊寺)라 고쳤다고 한다. 또한 『속일본후기』에 따르면 후지와라노 오츠구는 조와 10년 (843년)에 죽었기 때문에 상술한 전승을 믿는다면 후지와라노 오츠구의 유지를 바탕으로 보리사로 건립되었다는 것이다.
다른 전승은, 개창자를 쿠카이로 한다. 즉 쿠카이가 덴초 연간 (824년 - 834년), 이 땅에 초창한 호린지가 기원하며, 사이코 2년 (855년), 후지와라노 오츠구에 의해 재흥되어 센뉴지로 고쳤다고 하는 것이다. 쿠카이에 의한 초창 연대를 다이도 2년 (807년)으로 하는 전승도 있어, 이 사찰이 나중에 이마쿠마노칸노지 (센뉴지 산내)에 있으며, 서국삼십삼소관음영장의 제15번 후다쇼)가 되었다고도 한다. 이상의 전승을 종합해 보면, 헤이안 시대 초기에 초창된 전신사찰이 헤이안 시대 후기에는 황폐했던 것을 가마쿠라 시대에 재흥한 것으로 보인다.
가마쿠라 시대의 겐포 6년 (1218년), 우츠노미야 노부후사가 황폐했던 센뉴지를 슌죠에게 기진, 슌죠는 많은 사람들의 기부를 받아 이 땅에 대가람을 조영하고, 가로쿠 2년 (1226년)에 주요 가람을 완성했다. 이때 영천이 솟았으므로, 사찰 이름을 센뉴지라 하였다고 한다 (옛 사찰 이름인 센뉴지(仙遊寺)와 같은 발음). 우츠노미야 노부후사는 미나모토노 요리토모의 가신으로 부젠노슈고를 맡았던 인물로, 슌죠에게 귀의하고 있었다. 슌죠 (1166년 - 1227년)은 히고국 출신 학승으로, 쇼지 원년 (1199년), 송나라로 건너가 햇수로 13년간 체재해, 천태와 율을 배웠고, 겐랴쿠 원년 (1211년), 일본에 귀국했다. 그는 송나라에서 많은 문물을 가져왔으며, 센뉴지의 가람은 모두 송풍으로 만들어졌다.
센뉴지는 율 (베이징율)을 중심으로 천태, 동밀 (진언종), 선, 정토의 4종 겸학 (또는 율을 포함해 5종 겸학 모두)의 도장으로 번성했다.
고토바 상황, 츠치미카도 상황, 준토쿠 상황, 고타카쿠라인외, 호죠 마사코와 호죠 야스토키도 슌죠의 밑에서 수계하는 등, 그 기세는 커지면서 조오 3년 (1224년)에는 고호리카와 천황에 의한 황실의 기원사로 정하고, 닌지 3년 (1242년)설에는 시조 천황의 장례를 치렀다. 이러한 관계에서 고호리카와 천황과 시조 천황의 능묘는 센뉴지 내에 지어졌다.
이때부터 황실과의 관계가 더욱 강화되어 마침내 남북조 시대부터 아즈치모모야마 시대까지 역대 천황의 장례를 도맡아 치르게 되었다.
오닌 2년 (1468년)에는 오닌의 난의 병화를 받아, 전산이 소실되어 버렸지만, 얼마 지나지 않아 부흥되었다. 덴쇼 13년 (1585년)에는 도요토미 히데요시에게 사찰령 494석을 인정받는다. 이어 겐나 원년 (1615년)에는 도쿠가와 이에야스에 의해 사찰령 601여 석을 인정받았다.
에도 시대에 들어와서 황실과의 관계는 더욱 밀접해져, 고미즈노오 천황에서 고메이 천황에 이르는 역대 천황ㆍ황후의 장례를 일관되게 치렀으며, 그 능묘도 모두 경내에 있어 "쓰키노와 능(月輪陵)", "노치노쓰키노와 능(後月輪陵), "노치노쓰키노와히가시 능(後月輪東山陵)"으로 축조되어 모셔져 있다. 쓰키노와 능·노치노쓰키노와 능에는 총 25개의 능과, 9개의 무덤이 있으며, 노치노쓰키노와히가시 능은 고메이 천황릉이다.
센뉴지는 이들 황실 능묘나 존패에 대해 향을 피우고 꽃을 바치는 향화원이 되어, 미테라(御寺)로 존칭되고 있다. 메이지 정부의 신불판연령에 따라 능묘는 모두 궁내성 제릉료 (현 궁내청 서릉부)의 관리 하에 놓이게 되고, 이후에는 천황ㆍ황후의 장례를 치르는 일도 없어졌지만, 메이지 천황의 칙지에 따라 당우의 영선 수리는 모두 궁내성에서 실시되었으며, 일상 경비도 존패봉호료로 하사되었다. 전후, 정교분리 원칙을 정한 일본 헌법 시행에 따라, 국비를 지출할 수 없게 되자, 1966년 (쇼와 41년), 미카사노미야 타카히토 친왕을 초대 총재로 하는 "미테라 센뉴지를 지치는 모임"이 유지로 설립되어, 현재는 아키시노노미야 후미히토 친왕이 총재를 맡고 있다. 또, 천황ㆍ황후가 교토에 행차하는 때에는 참배하는 것이 항례이며, 선제 4대 일주기 기일에는 천황의 대리로서, 궁내청 교토 사무소 직원이 대신 참배하고 있다.

## 가람
총문을 들어서면, 참도 좌우에 여러 개의 탑두 (산내사원)이 있다. 긴 참도 끝에 있는 대문에 들어서면, 왼쪽에 양귀비관음당이 있고, 정면에는 가람의 중심을 이루는 불전, 사리전이 들어서있고, 이들 배후에는 레이메이덴, 어좌소 등 황실과 관련된 건축이 있고, 그 배후에 쓰키노와 능이 있다.
- 불전 (중요문화재) - 간분 8년 (1668년), 도쿠가와 이에츠나의 도움으로 재건한 것. 밀교 사찰의 중심 당우는 "본당" 내지 "금당"으로 칭하는 경우가 많은데, 당사에서는 송풍의 "불전" 호칭을 사용한다. 내부는 신사풍의 토간으로 하고, 기둥, 창문, 조립물, 천장구가 등의 건축양식도 전형적인 선종 양식이 된다. 본존은 과거, 현재, 내세를 나타내는 전운경작 선가여래, 아미타여래, 미륵여래 3구의 여래상을 안치했다. 천장의 「운룡도」, 본존 배후의 「비천도」, 뒷벽의 「백의관음도」는 카노 탄유의 그림이다.

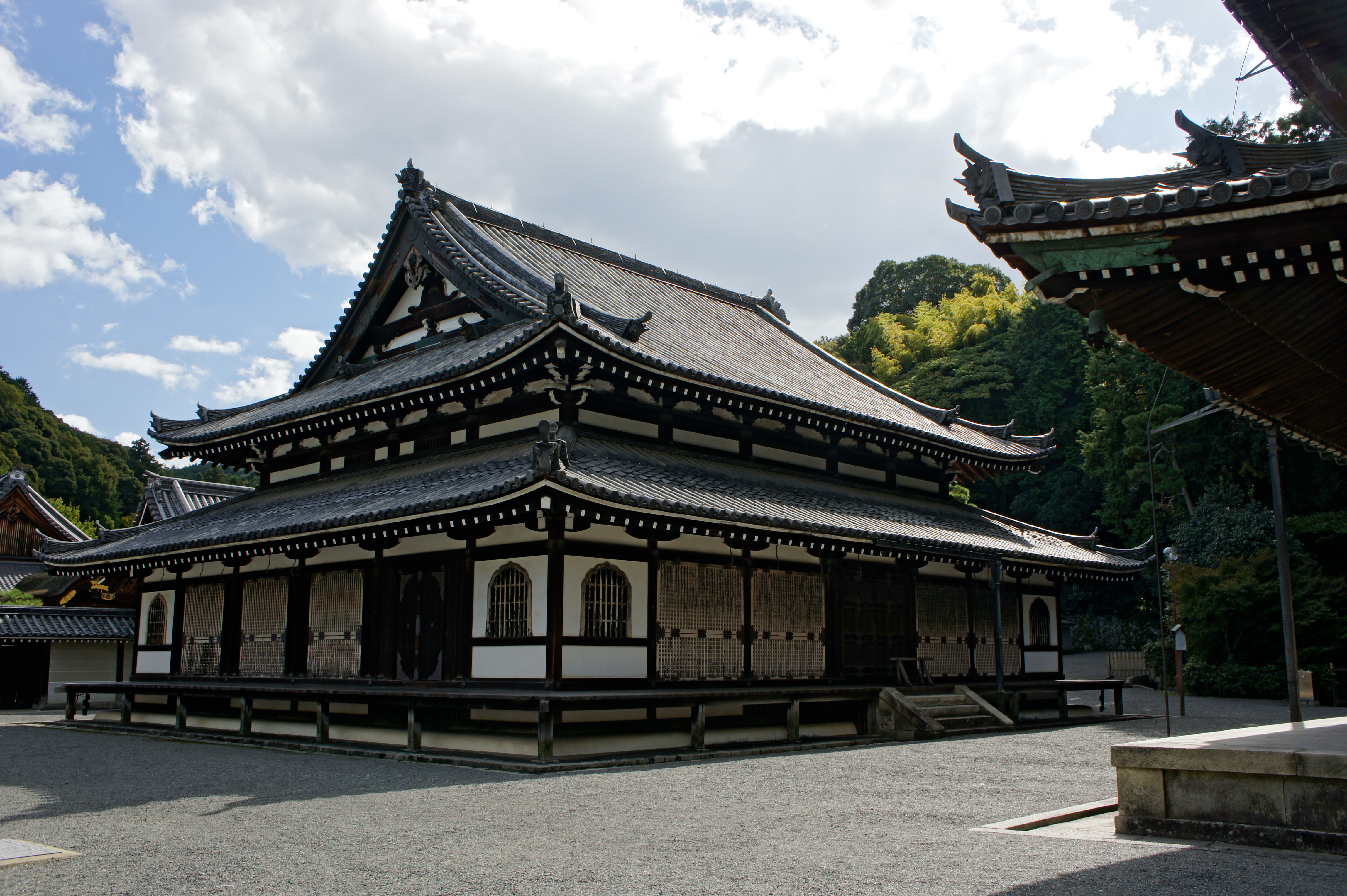
사리전

- 사리전 - 불전의 뒤에 있다. 게이초 연간 (1596년 - 1615년)에 교토 고쇼 건물을 이축ㆍ개장한 것이다. 슌죠의 제자 담해가 안테이 2년 (1228년)에 남송시대 경원부 백련사에서 청래했다는 불아사리 (석존의 치아)를 간기 2년 (1230년)에 장차된 위태천상월개장자상 (함께 중요문화재)과 함께 안치하였다. 천장의 운룡도는 카노 산세츠 그림이고, 명룡이라고도 불린다. 어내고 좌우 판벽에 그려진 16나한상은 제6대 키무라 요타쿠의 그림으로, 간분 8년 (1668년)에 완성되었다.
- 고리 - 본방
- 현관
- 어좌소 - 불전과 사리전 뒤에 있다. 분카 15년 (1818년)에 건립되어, 현재의 건물은 메이지 천황이 사용하던 옛 고쇼인 고오리 어전을 1884년 (메이지 17년)에 이축한 것으로, 뇨칸노마, 몬세키노마, 코조쿠노마, 지쥬노마, 쵸쿠시노마, 교쿠자노마 등이 있다. 교쿠자노마는 천황ㆍ황후가 내사했을 때, 휴식처로 사용하는 방으로, 헤이세이 시기 (1989년 - 2019년)에 들어와 즉위 보고 (1990년), 헤이안 건도 1200년 기념 (1994년), 재위 10년 보고 (1999년), 양위 보고 (2019년) 등을 할 때, 헤이세이 천황이 이 방을 사용하였다. 금상천황 즉위 보고 (2019년) 때도 사용되었다.

- 어좌소 정원

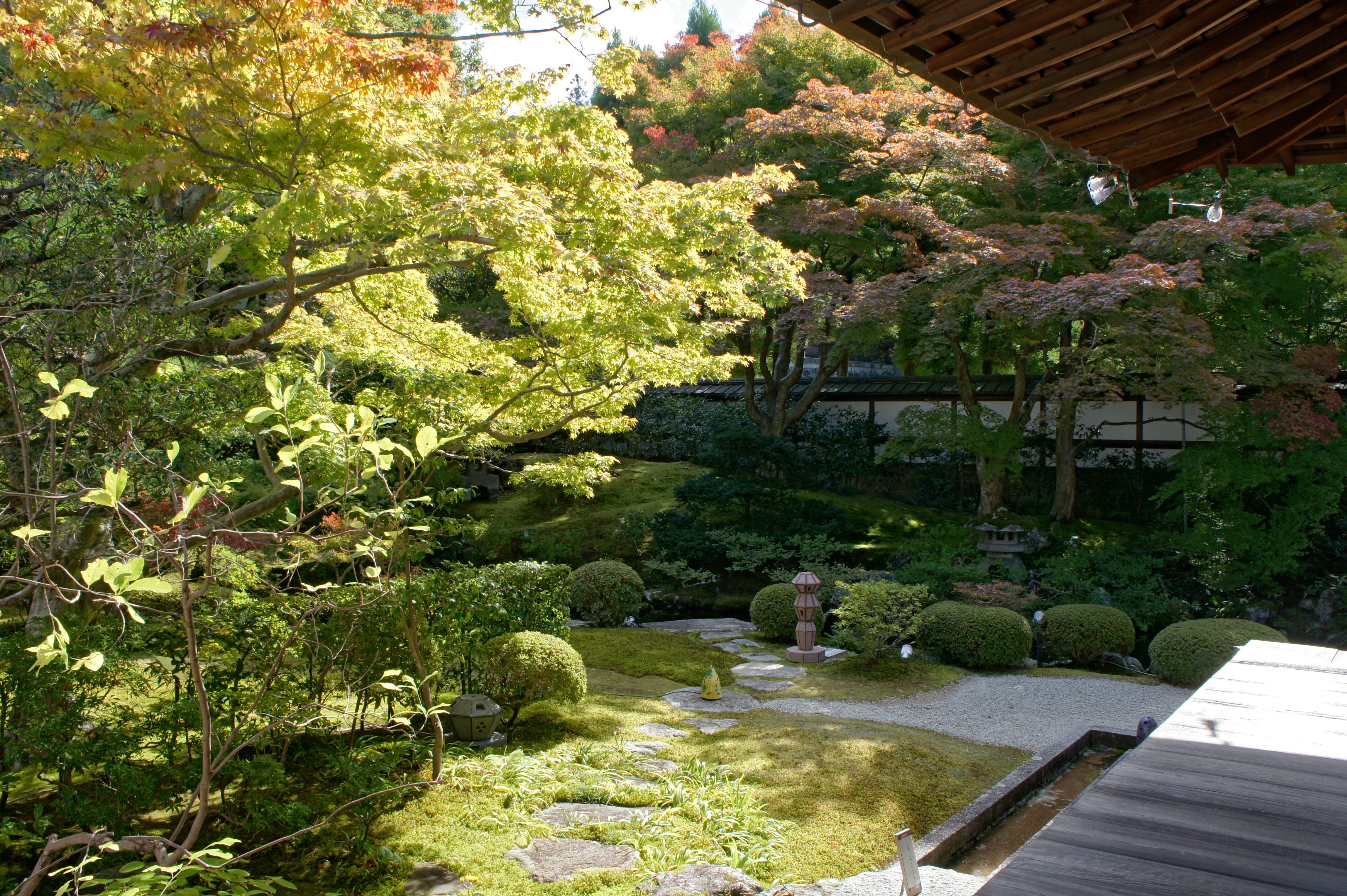
어좌소 정원

- 카이엔도 - 어좌소에 접해서 세워진 토장조의 불당이다. 원래는 궁중에 있던 쿠로토 (쿠로토고쇼)를 주체로 한 코메이궁을 1868년 (메이지 원년)의 신불판연령 발포를 계기로, 1873년 (메이지 6년) 3월에 이축한 것이다. 과거 천황ㆍ황후의 염지불 (보호본존)을 안치하고 있다.
- 칙사문
- 본방표몬레이메이덴

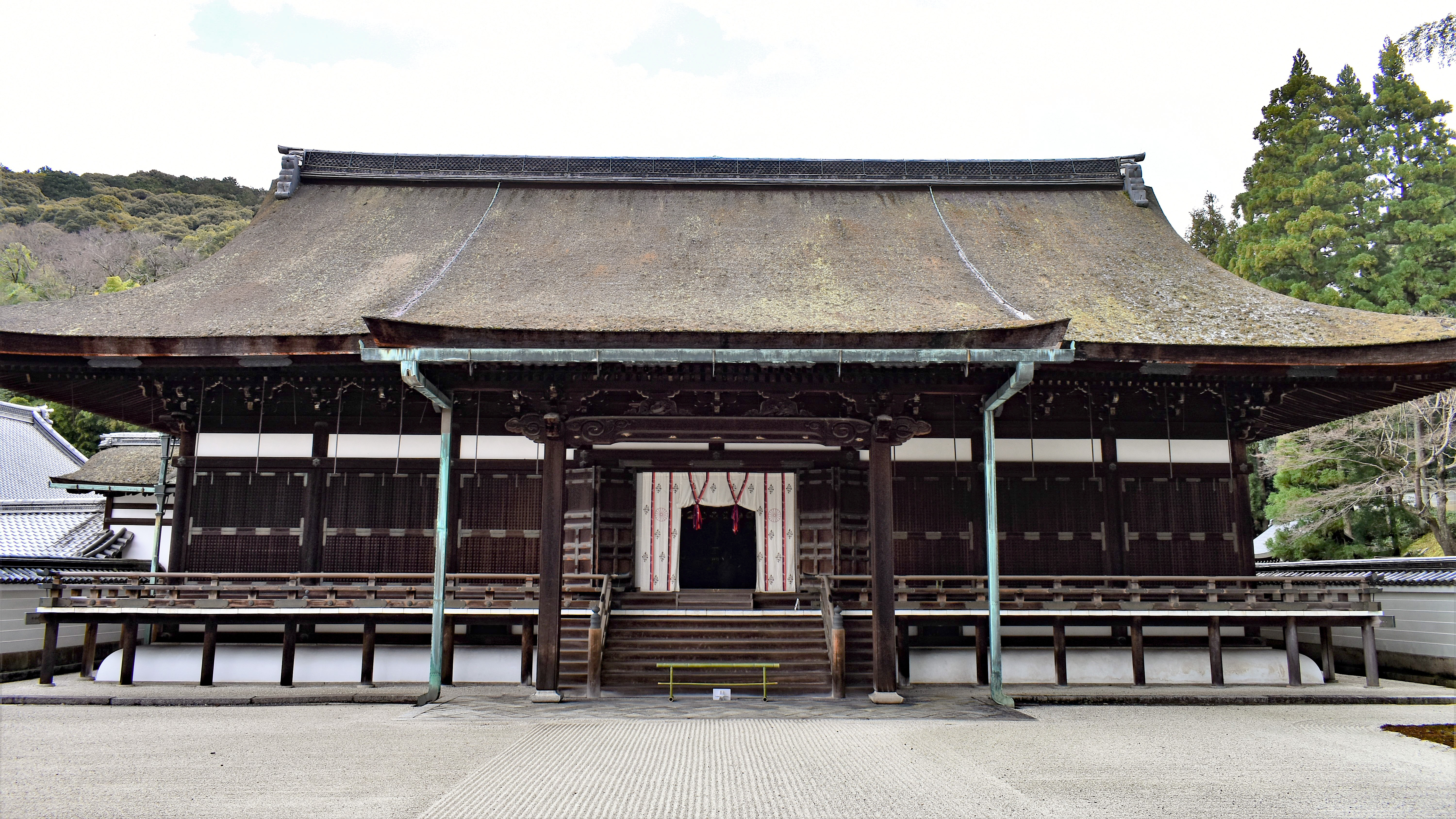
레이메이덴

- 레이메이덴 - 덴지 천황, 고닌 천황에서 쇼와 천황에 이르는 역대 천황ㆍ황후 (남북 양조 천황 포함) 존패(위패)를 안치하고 있다. 1882년 (메이지 15년) 소실되어, 현재의 레이메이덴은 1884년 (메이지 17년), 메이지 천황의 칙명으로 재건되었다. 팔작지붕의 회피지붕으로 외관은 신덴풍의 건물이다. 1871년 (메이지 4년) 반슈인 등 교토부 내의 여러 사찰에 있던 존패가 이곳에 모아졌다.
  - 레이메이덴 당문
- 쓰키노와 능 당문 - 쓰키노와 능의 표문. 쓰키노와 능에 대해서는 후술
- 카이센도 (중요문화재) - 슌죠의 묘소 (무봉탑. 중요문화재)가 있는 쇼당. 또한, 당외 북쪽의 석조무봉탑 2기도 중요 문화재로 되어있다. 이 당을 관람하기 위해서는 쓰키노와 능 바로 앞 오른쪽 철책문을 열고 (열쇠로 잠겨 있지 않음) 안으로 들어가야한다.
- 연못
- 센뉴 미즈야카타 (교토부 지정 유형문화재) - 간분 8년 (1668년)에 재건. 천장의 운룡도는 벳쇼 조칸의 그림이다.
- 욕실
- 경장
- 진수사
- 양귀비관음당 - 대문을 들어서자마자 왼쪽 구석진 곳에 있다. 남송시대의 작품인 관음보살좌상 (통칭 양귀비관음)을 안치하고 있다. (후술한 양귀비관음 파트 참조). 낙양삼십삼소관음영장 제20번 후다쇼
- 신쇼덴 - 양귀비관음당과 접해 있는 보물관으로, 센뉴지 및 탑두사찰 소장 문화재를 순차적으로 공개하고 있다.
- 대문 (중요문화재) - 게이초 연간 (1596년 - 1615년) 조영 어소의 남문을 간에이 연간 (1624년 - 1645년)에 이축한 것
- 이치조 천황 황후궁 토리토노릉
- 고호리카와 천황 칸노지릉
- 고메이 천황 노치노쓰키노와동북릉
- 에이쇼 황태후 노치노쓰키노와동북릉
- 센잔유치원

### 쓰키노와 능
역대 천황, 황족의 능묘군이다. 황실재산으로써 궁내청이 관리하고 있다. 카이산도으로 향하는 슬로프 중간에서 전경이 한눈에 들어온다. 쓰키노와 능은 쓰키노와 능과 노치노쓰키노와 능으로 이루어져있다. 이들 능에 모셔져 있는 역대 천황ㆍ황족의 25릉ㆍ5재총ㆍ9묘는 다음과 같다.
- 시조 천황 쓰키노와 능 - 석조구중탑

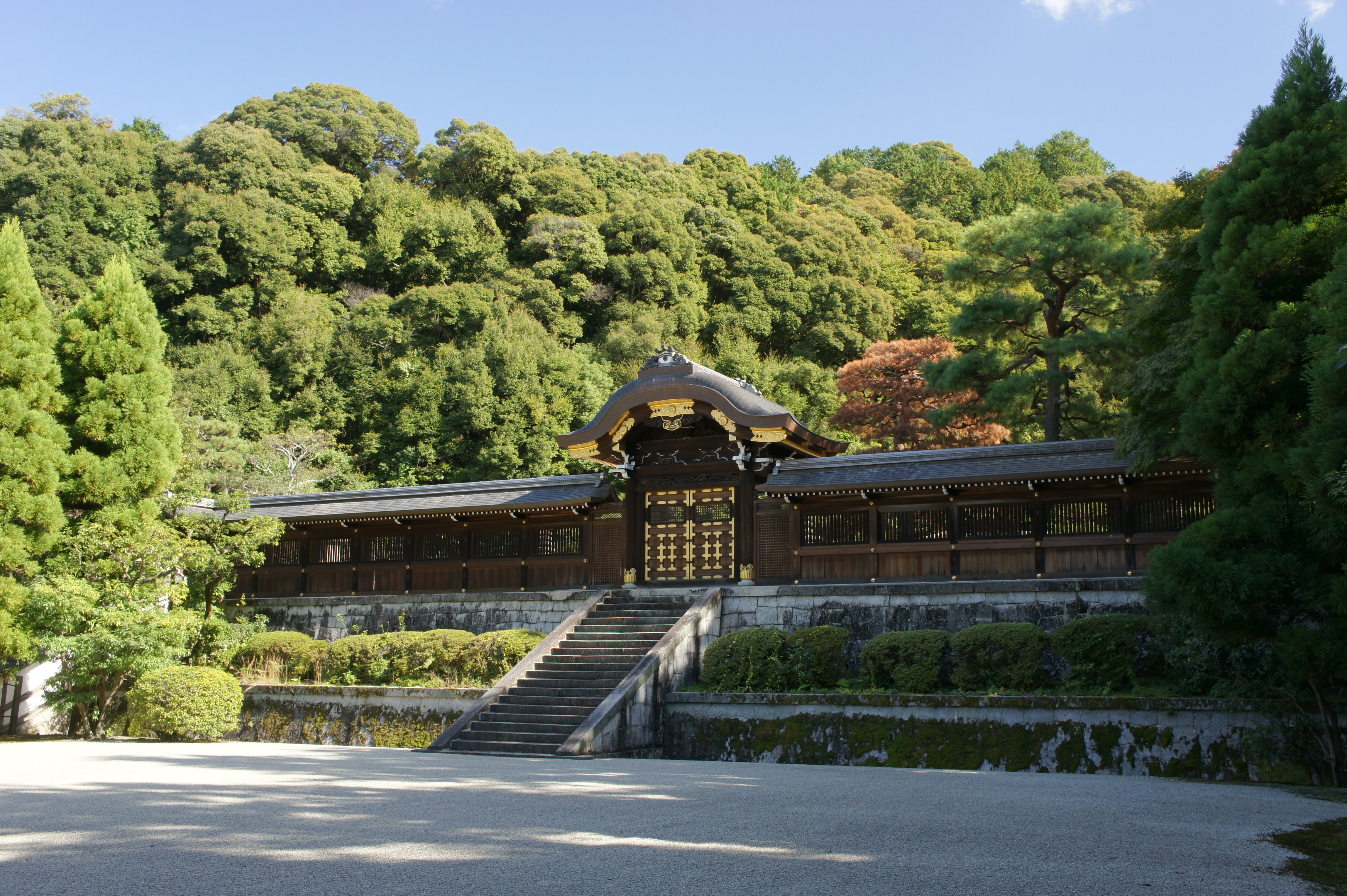
쓰키노와 능. 역대 천황 등 25릉, 5개 재총, 9묘가 있다

- 고미즈노오 천황 쓰키노와 능 - 석조구중탑
- 메이쇼 천황 쓰키노와 능 - 석조구중탑
- 고코묘 천황 쓰키노와 능 - 석조구중탑
- 고사이 천황 쓰키노와 능 - 석조구중탑
- 레이겐 천황 쓰키노와 능 - 석조구중탑
- 히가시야마 천황 쓰키노와 능 - 석조구중탑
- 나카미카도 천황 쓰키노와 능 - 석조구중탑
- 사쿠라마치 천황 쓰키노와 능 - 석조구중탑
- 모모조노 천황 쓰키노와 능 - 석조구중탑
- 고사쿠라마치 천황 쓰키노와 능 - 석조구중탑
- 고모모조노 천황 쓰키노와 능 - 석조구중탑
- 고카쿠 천황 쓰키노와 능 - 석조구중탑
- 닌코 천황 쓰키노와 능 - 석조구중탑
- 요코 태상천황 쓰키노와 능 - 무방탑
- 고미즈노오 천황 황후 마사코 쓰키노와 능
- 레이겐 천황 황후 후사코 쓰키노와 능
- 히가시야마 천황 황후 유키코 여왕 쓰키노와 능
- 나카미카도 천황 뇨고 증황태후 히사코 쓰키노와 능
- 사쿠라마치 천황 뇨고 존칭황태후 이에코 쓰키노와 능
- 모모조노 천황 뇨고 존칭황태후 토미코 쓰키노와 능
- 고모모조노 천황 뇨고 존칭황태후 코레코 쓰키노와 능
- 고카쿠 천황 황후 요시코 내친왕 노치노쓰키노와 능
- 닌코 천황 뇨고 증황후 츠나코 노치노쓰키노와 능
- 닌코 천황 뇨고 존칭황태후 야스코 노치노쓰키노와 능
- 고츠치미카도 천황 재총
- 고카시와바라 천황 재총
- 고나라 천황 재총
- 오기마치 천황 재총
- 고요제이 천황 재총
- 고카쿠 천황 황자 마스히토 친왕 묘
- 고카쿠 천황 황자 노부히토 친왕 묘
- 닌코 천황 황자 야스히토 친왕 묘
- 요코 태상천황비 하루코 묘
- 고요제이 천황 뇨고 츄카몬인 후지와라노 사키코 묘
- 고미즈노오 천황 후궁 미부인 후지와라노 미츠코 묘
- 고미즈노오 천황 후궁 호슌몬인 후지와라노 타카코 묘
- 고미즈노오 천황 후궁 신코기몬인 후지와라노 쿠니코 묘
- 닌코 천황 후궁 신타이켄몬인 후지와라노 나오코 묘

### 별원
매년 1월 둘째 월요일 (성년의 날)에는, 센뉴지 탑두를 돌며, 후쿠자사에 행운을 붙여가는 "천산칠복신순례" 행사가 열리고 있다.
- 운류인 - 센뉴지의 별원. 별격 본산. 남북조 시기부터 계속 있었다. 본존약사여래와 달리는 대흑천으로 유명한 서국약사사십구영장 제40번 후다쇼
- 히덴인
- 라이고인 - 츄신구라로 알려진 아코 낭사의 토벌 사건 (아코 사건)의 전에 오오이시 쿠라노스케가 머물고 다실 (함취헌)을 건립했다.
- 젠노지 - 낙양삼십삼소관음영장 제 18번 후다쇼
- 이마쿠마노칸노지 - 서국삼십삼소관음영장 제15번 후다쇼, 낙양삼십삼소관음영장 제19번 후다쇼
- 신젠코지
- 호온인 - 낙양삼십삼소관음영장 제25번 후다쇼
- 카이코지 - 높이 약 10m (대좌ㆍ광배 포함)의 목조석가여래입상이 안치되어있다.
- 소쿠죠인 - 중요문화재인 목조아미타여래 및 25보살상이 안치되어있다.

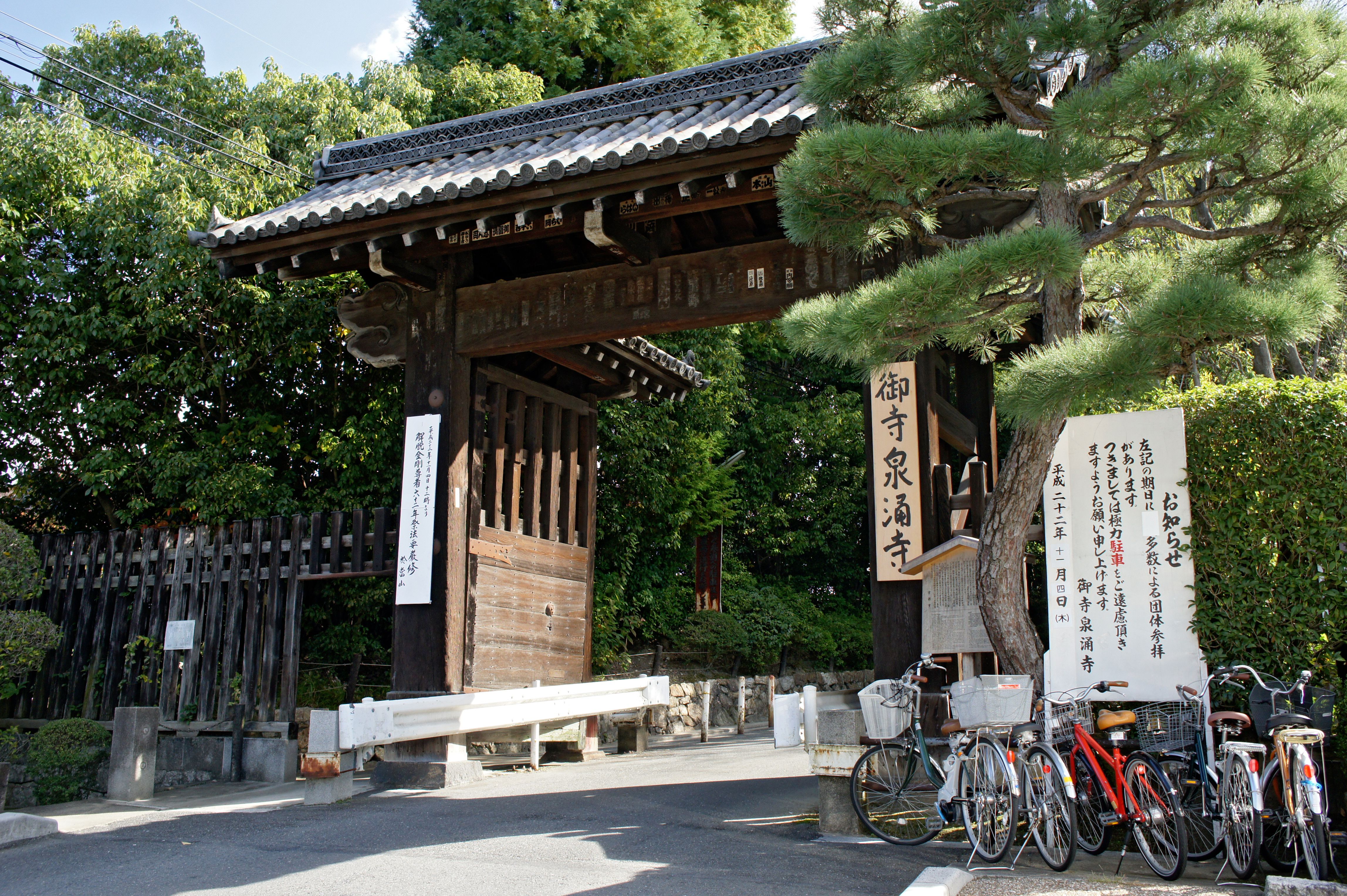
총문
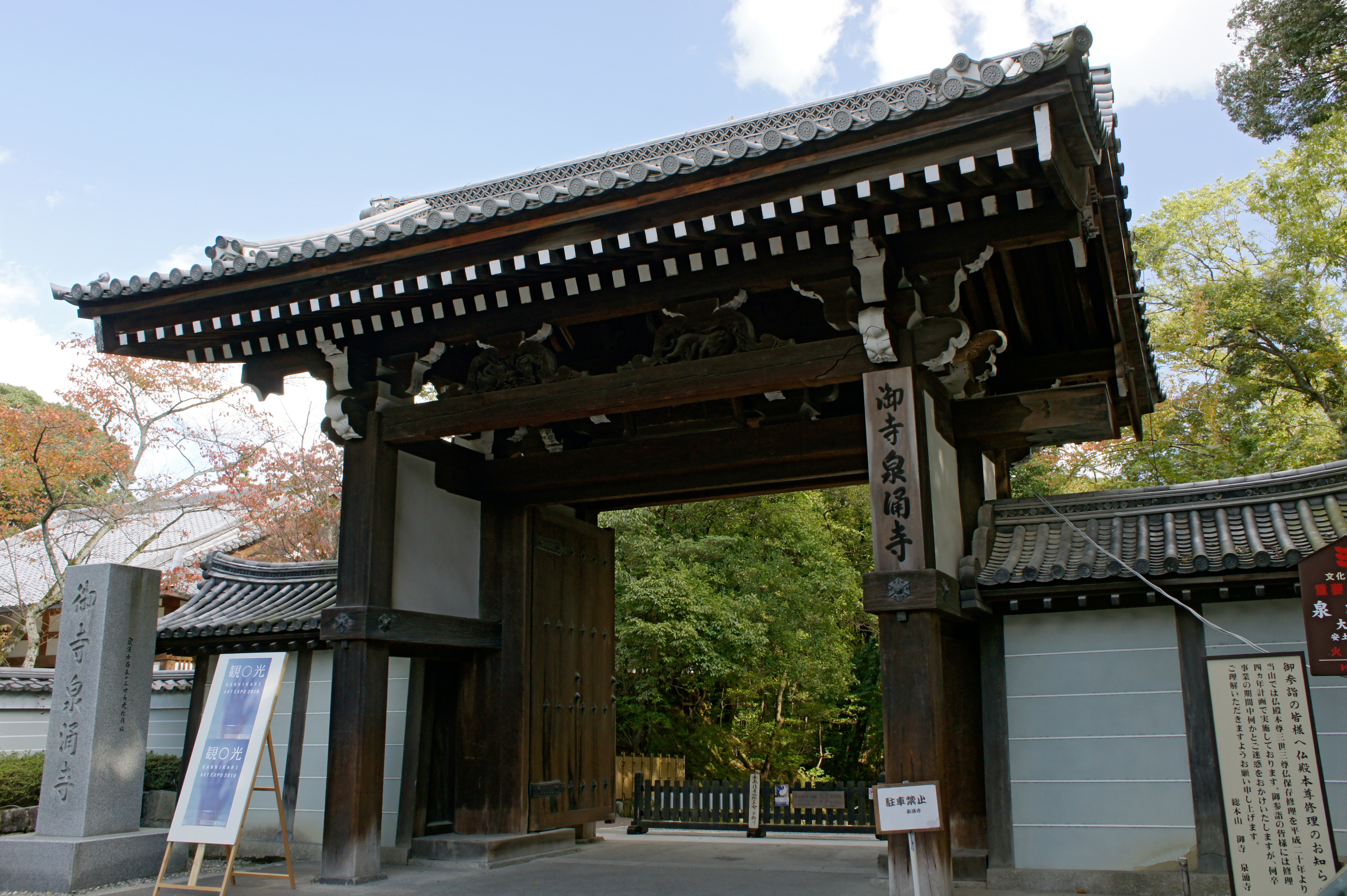
대문
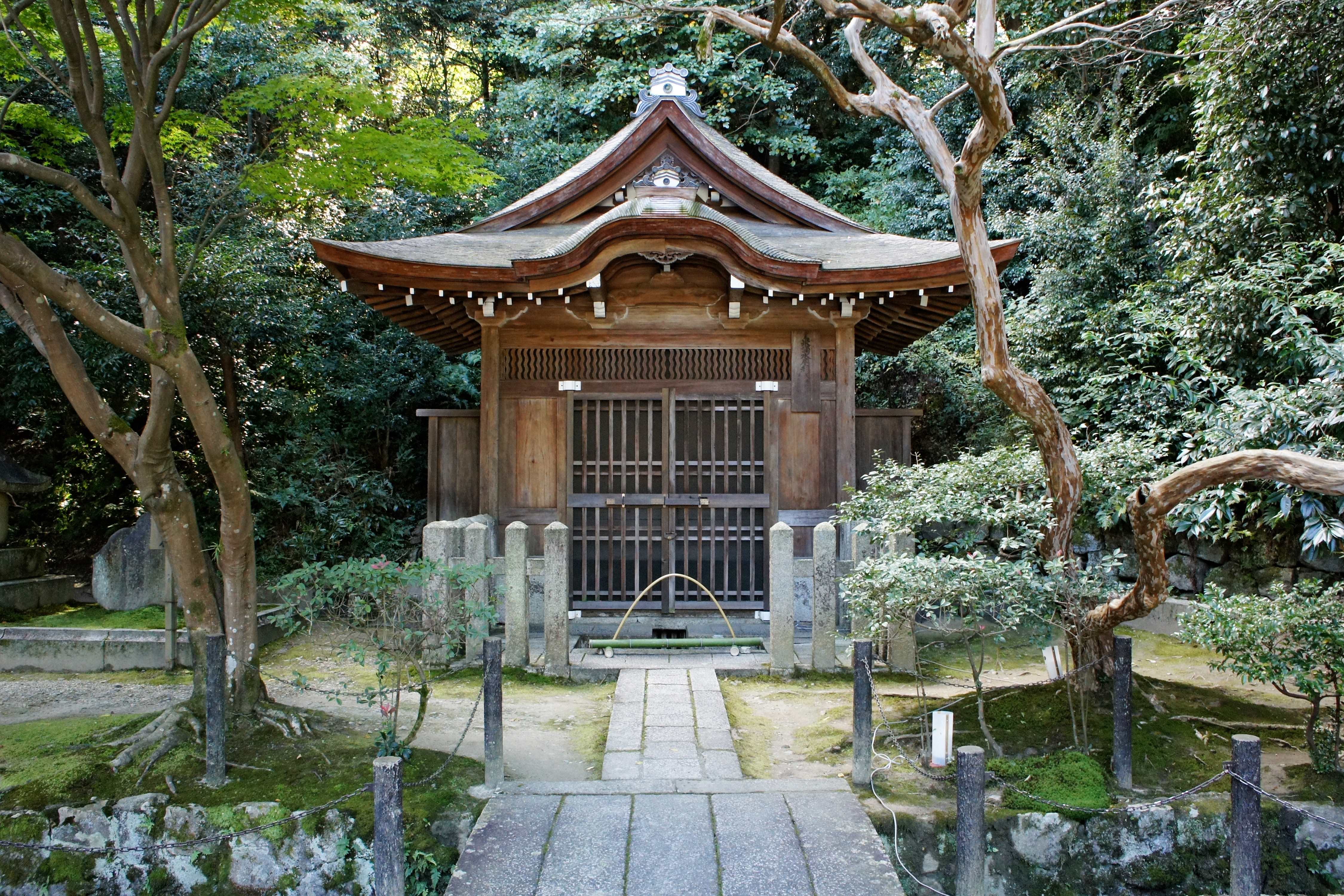
미즈야카타
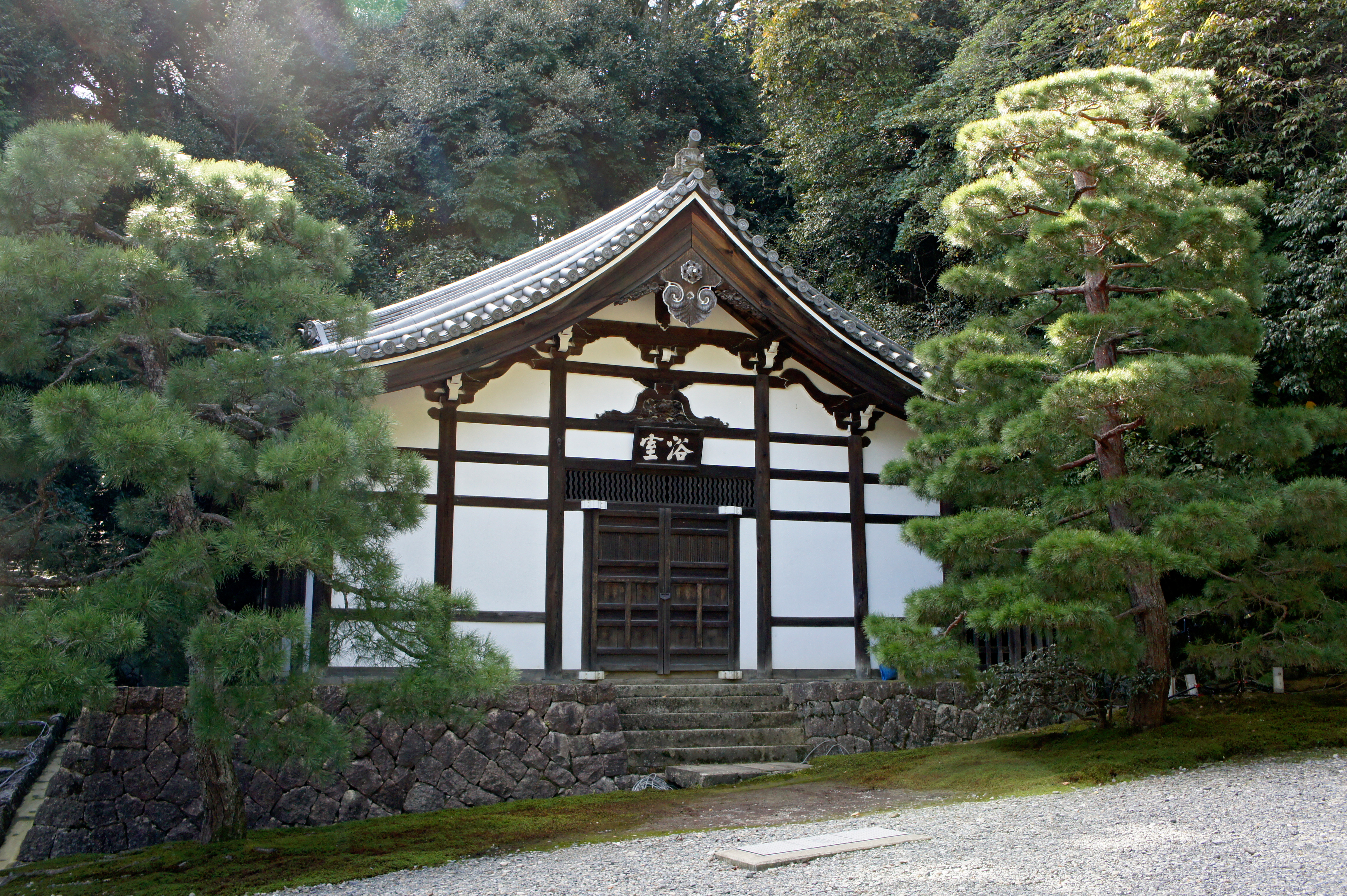
욕실
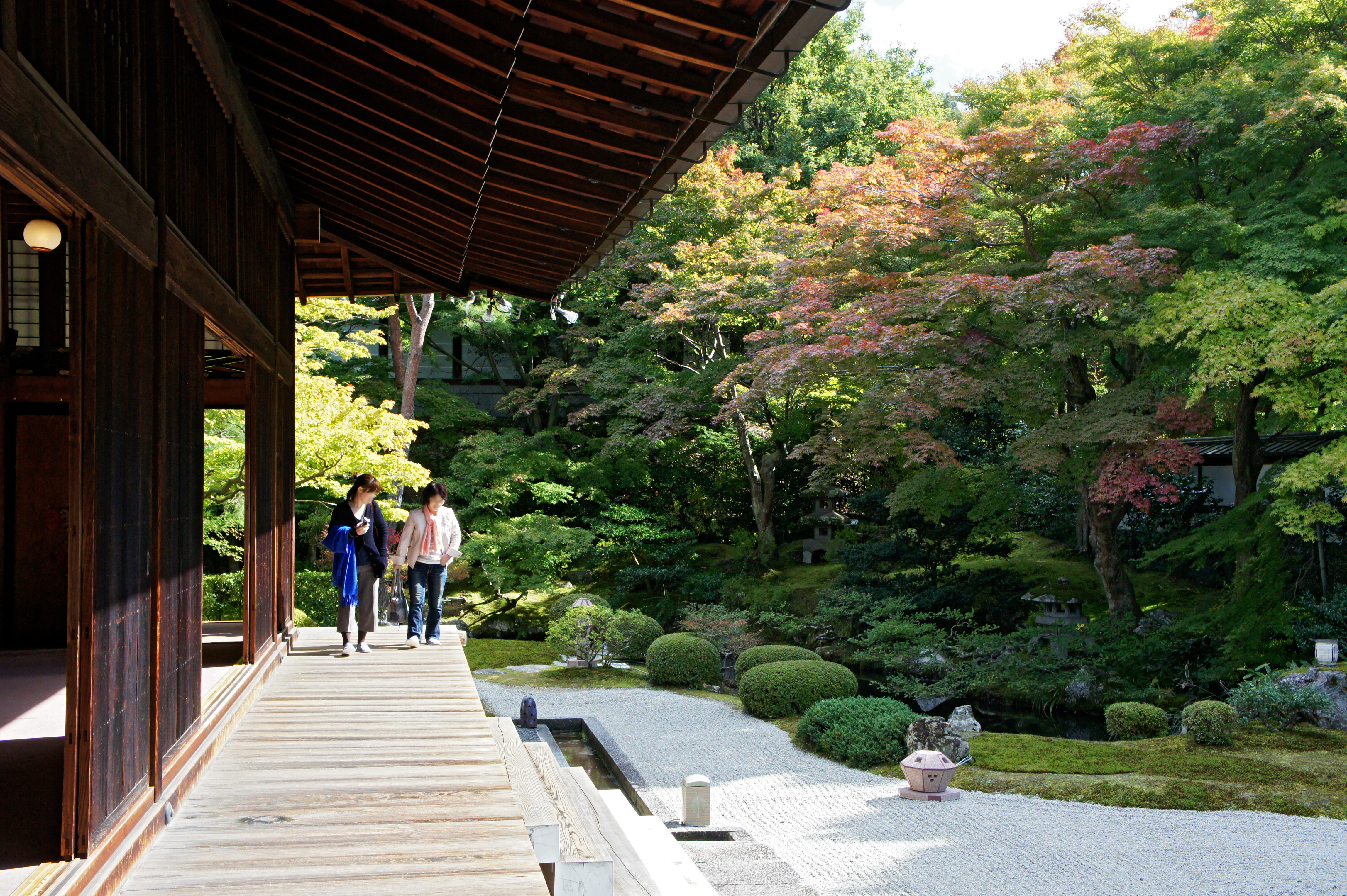
고자쇼 정원
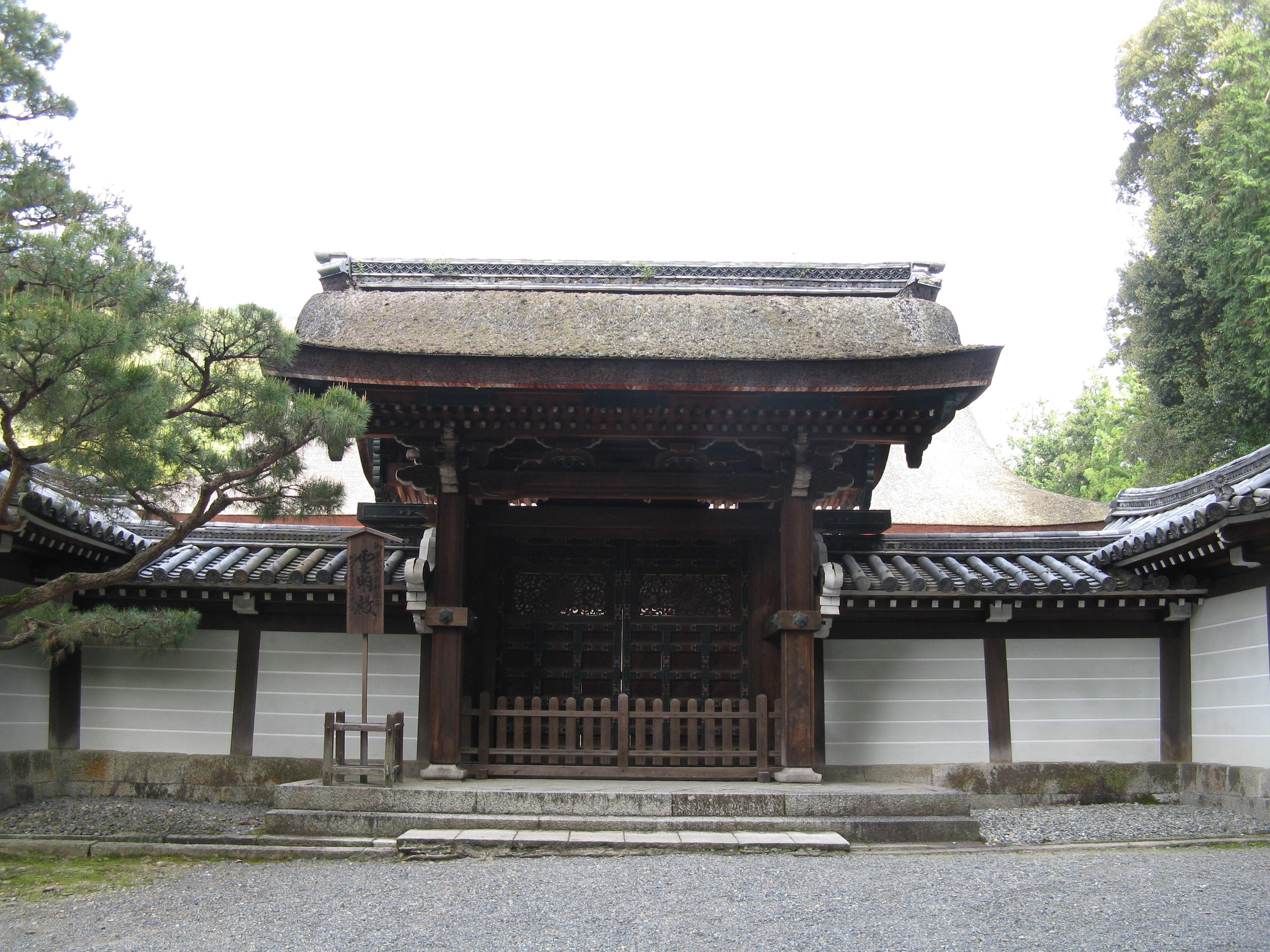
레이메이덴 당문

## 양귀비관음
중요문화재이다. 양귀비의 풍모를 모델로 만든 관음보살좌상이라는 전승이 있으며, 양귀비 관음당에 안치되어있다. 겐초 7년 (1255년), 슌죠의 제자 담해가 불사리와 함께 남송에서 청래한 것으로 알려졌다.
오랫동안 100년에 한번만 공개하는 비불이었으나, 청래 700년째인 1955년 (쇼와 30년)부터는 일반에 공개되고 있다. 작풍, 재질 등 분명히 일본 불상과는 이질적이어서 전설대로 남송시대의 작품으로 여겨진다.
또한, 사리전에 안치되는 목조위다천입상과 목조전월개장자입상도 남송시대의 작품으로, 양귀비관음보살좌상과 함께 1997년 (헤이세이 9년), 중요문화재로 지정되었다.

## 문화재

### 국보
- 센뉴지 권연소 - 슌죠의 글, 슌죠가 황폐해진 전신사원을 "센뉴지"로 개명하고, 재흥하기 위해 사람들의 히사 (기부)를 모으기 위한 취지서. 센뉴지 건립의 기원과 관련된 역사상 중요한 문서이자, 서예 작품으로써도 뛰어나다.
- 부법장 - 슌죠가 죽음 전달에 제자 신카이에게 자신의 법을 이은 사람으로 증명하기 위해 써준 것.

### 중요문화재
- 불전
- 대문
- 카이산도
- 카이산탑 (석조무봉탑)
- 석조무봉탑 2기
- 견본저색도선율사ㆍ원조율사상 (가정 3년 루약)ㆍ견본저색슌죠율사상 (가로쿠 3년)
- 견본저색후양성원상 카노 타카노부 글
- 목조관음보살좌상 (양귀비관음) 부 : 목조위다천입상, 목조전월개장자입상 - 자세한 사항은 "양귀비관음"절 참조
- 태도 메이오토노리나가
- 나카미카도 천황 친서 대원각심조국사호칙서
- 법화경 10권 (센뉴지ㆍ운류인 공유)

### 교토부 지정 유형문화재
- 미즈야카타
- 카이산토시하율사상

## 단카비
경내에는 『마쿠라노소시』의 작가인 세이쇼나곤의 아버지 키요하라노 모토스케의 옛 집으로, 세이쇼나곤이 만년을 보냈다고 여겨지는 츠키와 산장에 가까운 장소로서, 1974년 (쇼와 49년)에 헤이안 박물관 관장 츠노다 분에이의 발안으로 백인일수에서 「夜をこめて 鳥のそら音は はかるとも よに逢坂の 関はゆるさじ」의 단카비가 건립되어있다.

## 해탈회와의 관계
센뉴지는 신종교 교단인 해탈회와의 연결이 강하다. 해탈회의 창시자 오카노 세이켄 (시호 해탈금강(解脱金剛))은 패전으로 유지ㆍ운영에 어려움을 겪고 있던 이 절에 대해 도움을 주었다. 세이켄은 사후, 이 절 경내에 묻히기를 희망해, 1954년 (쇼와 29년), 세이켄의 유골을 모시는 "해탈금강보탑"이 경내에 건립됐다. 세이켄의 기일인 11월 4일에는 "해탈금강어넌제"가 열리고, 매월 4일에는 세이켄에 대한 법요가 거행되고 있다. 해탈회는 센뉴지를 이세 신궁, 카시하라 신궁과 나란히 삼성지로 정하고, 성지 순배로 매년 1천명 정도가 참석하고 있다.

## 전후의 후다쇼
낙양삼십삼소관음영장
19 센뉴지 탑두 이마쿠마칸노지 - 20 센뉴지 - 21 홋쇼지
진언종십팔본산
7 치샤쿠인 - 8 센뉴지 - 9 쿄오고코쿠지
교토십삼불영장
5 다이젠지 - 6 센뉴지 - 7 뵤도지
천산칠복신순례
5 센뉴지 별원 운류인 - 번외 센뉴지 본방 - 6 센뉴지 탑두 히덴인
신불영장순례길
120 치샤쿠인 - 121 센뉴지 - 122 센뉴지 탑두 이마쿠마칸노지

## 가는 방법
- 교토시영버스 (88, 202, 207, 208 계통) 「센뉴지길」 정류장에서 하차, 총문까지 도보 약 5분, 대문까지 도보 약 10분
- JR나라선, 케이한 본선 「토후쿠지역」에서 총문까지 도보 약 15분, 대문까지 약 20분

## 주변
- 이마쿠마노칸노지
- 토후쿠지

## 같이 보기
- 쓰키노와능·노치노쓰키노와능